# رابرت هنسن
رابرت کریستین هنسن (به انگلیسی: Robert Hansen) ( ۱۵ فوریه ۱۹۳۹ – ۲۱ اوت ۲۰۱۴) قاتل سریالی آمریکایی بود که در سال‌های ۱۹۷۱ تا ۱۹۸۳ مرتکب قتل ۲۱ زن در شهر انکوریج (ایالت آلاسکا) شده‌است. او در سال ۱۹۸۳ گناهکار شناخته شده و به ۴۶۱ سال حبس محکوم شد. رابرت هنسن در ۲۱ اوت سال ۲۰۱۴ درگذشت.

## دوران کودکی
هنسن در شهر استرویل، آیووا به دنیا آمد. دوران کودکی او را بسیار آرام و گوشه گیر توصیف می‌کنند. رابرت هیچ‌وقت رابطه خوبی با پدرش نیز نداشت. در مدرسه به خاطر حساسیت پوستی و لکنت زبانی همیشه مورد آزار دوستانش قرار می‌گرفت. برای فرار از این مشکلات رابرت رو به شکار آورد. در سال ۱۹۵۷ رابرت هنسن به خدمت در ارتش آمریکا رفت و برای مدتی در انجا ماند. بعد از خروج از ارتش نیز به عنوان دستیار مربی آموزشی در آکادمی پلیس مشغول به کار شد. در اینجا بود که با دختر جوانی آشنا شده و در تابستان سال ۱۹۶۰ با هم ازدواج کردند.
در ۷ دسامبر همان سال رابرت به دلیل به آتش کشیدن گاراژ اتوبوس یک مدرسه بازداشت شده و به ۳ سال زندان محکوم شد. در زمانی‌که در زندان به سر می‌برد همسرش از او طلاق گرفت. از این پس و طی چند سال متوالی نیز او به دلیل سرقت‌های خرد بازداشت و راهی زندان می‌شد. در سال ۱۹۶۳ رابرت بار دیگر ازدواج کرده و اینبار از همسرش دو کودک نیز داشت. آن‌ها در سال ۱۹۶۷ به انکورج برای ادامه زندگی با همسرش می‌روند. در انکورج همسایگانش رابرت را شخصی خوب و یک قهرمان شکار معرفی کردند. او حتی چندین رکورد مختلف در زمینه شکار را به نام خود ثبت کرد.

## کشف قتل‌ها
در ۱۳ جون ۱۹۸۳، سیندی پائولسون، یکی از قربانیان رابرت هنسن در هنگامی که رابرت در جایی مشغول انجام کاری بود موفق به فرار می‌شود. او به پلیس گفت که برای انجام رابطه جنسی به او مبلغ ۲۰۰ دلار پیشنهاد شده بود اما وقتی وارد خودرو می‌شود، رابرت به روی او اسلحه کشیده و سیندی را به کابینش منتقل می‌کند. در انجا سیندی مورد شکنجه و تجاوز قرار می‌گیرد. طبق گفته‌های سیندی، گردن او با زنجیر به یکی از ستون‌های زیرزمین بسته شده بود و رابرت در حال چرت زدن بر روی کاناپه بود. بعد از بیدار شده او را با ماشین به فرودگاه منتقل کرده و در حالی که مشغول جمع کردن لوازم برای پرواز هواپیما بود، سیندی با استفاده از مشغولیت رابرت موفق به فرار می‌شود. رابرت با دیدن فرار او به سرعت به دنبالش رفته اما سیندی موفق به رسیدن به خیابان ششم شده و در آنجا با کمک یک راننده کامیون موفق به فرار می‌شود. بعد از فرار سیندی برای تماس با دوست پسرش از کامیون پیاده شده که در این حین راننده کامیون با تماس به پلیس گزارش می‌دهد که دختری پابرهنه و با دستان بسته از او تقاضای کمک داشته‌است. در زمان رسیدن پلیس به محل، سیندی تنها و با دستان بسته بود. سیندی با انتقال به دفتر پلیس، شروع به توصیف قاتل می‌کند و بنا بر همین توصیفات، رابرت شخص مظنون بوده و مورد بازجویی قرار می‌گیرد. در حین بازجویی رابرت منکر هرگونه اتهام شده و فقط گفت که سیندی در حال اخاذی از او بوده و نمی‌خواست به تقاضای اخاذی او تن دهد. اما از سوی پلیس، رابرت مظنون اصلی ماجرا محسوب نمی‌شد.
کارآگاه گلین فلوث، از مسئولان تحقیق و بررسی در این پرونده و کشف جنازه قربانیان بود. اولین جنازه توسط کارگری مشغول به کار پیدا شد، اما هیچ‌وقت شناسایی نشد. جنازه بعدی در یک گودال شن و در ادامه جنازه شری مرو، دختر ۲۳ ساله در یک قبر کم عمق کشف شد. کارآگاه فلوث موفق به کشف سه جنازه شده بود که ظاهراً هر سه توسط یک قاتل کشته شده بودند. فلوث نظریه‌ای را ارائه داده بود. طبق نظریهٔ او، قاتل یک شکارچی ماهر میبایست باشد که سابقاً مورد بی توجهی از طرف خانم‌ها قرار گرفته. شخصیتی بدون اعتماد به نفس داشته و احتمالاً از هر جسد برای خودش یک یادگاری نیز برمیدارد. طبق این نظریه، نزدیک‌ترین مظنون رابرت هنسن بود که دارای یک هواپیما نیز بود.
کارآگاه فوث بر اساس اظهارات سیندی پائلسون و شک به رابرت هنسن، مجوز بازرسی از خانه و اموال هنسن را گرفته و در عملیت بازرسی موفق به کشف چند قطعه جواهرات مربوط به قربانیان و البته یک نقشه می‌شوند. روی نقشه نقاطی با X مشخص شده بود و زیر تخت رابرت پنهان شده بود.
در مواجهه با مدارک کشف شده از خانه، رابرت همچنان منکر هرگونه اتهام می‌شد اما به ناگاه علیه قربانیان خود صحبت کرد و در صدد توجیه قتل‌ها برآمد. رابرت پذیرفت که از اوایل ۱۹۷۱ شروع به آزار و اذیت زنان کرده‌است.

## زندان
رابرت هنسن به اتهام تجاوز، گروگانگیری، استفاده از سلاح غیرمجاز و سرقت بازداشت شد و زمانی که نتیجه آزمایشگاه بالستیک در خصوص نوع گلوله‌های کشف شده در محل حادثه و اسلحه رابرت منتشر شد. او ۴ پرونده قتل نیز برای رابرت تشکیل شد. به قتل ۴ نفر که پلیس موفق به کشف آن‌ها شده بود اعتراف کرد و در مورد دیگر قربانیان نیز توضیحاتی داد. در عوض تقاضا داشت که در زندان فدرالی زندانی شود و علیه او به شکل عمومی چیزی منتشر نشود. شرط دیگر در این معامله، کمک کردن رابرت در کشف ضربدرهای روی نقشه بود. او همچنین نظریه پلیس مبنی بر چگونگی ربودن قربانیان را تأیید کرده و افزود که همه قربانیان را نکشته و گاهی بعضی‌ها را آزاد کرده‌است. رابرت محل جسد ۱۷ قربانی خود را به پلیس نشان داد که ۱۲ محل را پلیس پیشتر موفق به کشف آن‌ها نشده بود. با این حال او حاضر به ارائه جزئیات برای ۳ محل مشخص شده روی نقشه نشد. پلیس اعتقاد دارد که دو محل از سه ضربدر مشخص شده مربوط به قتل ۲ دختری است که رابرت هنسن گفته آن‌ها را نکشته است. در دادگاه رابرت هنسن به ۴۶۱ سال زندان حبس ابد محکوم شد.

## در رسانه‌ها
تلویزیون: شبکه دیسکاوری در بخش‌هایی از برنامه‌هایش تاکنون چندبار به جزئیات قتل‌های رابرت هنسن پرداخته است.
فیلم: در فیلم سرزمین منجمد محصول ۲۰۱۳، جان کیوساک نقش رابرت هنسن را بازی کرده و نیکولاس کیج نیز نقش جک هلکومب (کاراکتری برای کارگاه گلین فوث) را بازی کرده‌اند.